# 阿答阿者
阿答阿者（あとうあしゃ、ピンイン：ā-dá-ā-zhě, ベトナム語: A Đáp A Giả、? - 1390年）は、チャンパ王国（占城国）の14世紀の国王（在位：:1360年 - 1390年）。大越史記全書は制蓬峩（せいほうが, ベトナム語: Chế Bồng Nga）と書く。阿答阿者と制蓬峩が同一人物であるかどうかは厳密には検証されていない。
明史によれば、阿答阿者は1369年以降、明に盛んに朝貢を行って、外交関係を強化した。一方、大越史記全書によれば、制蓬峩は1371年から数度にわたって陳朝を攻撃した。1377年には親征に乗り出した陳朝の睿宗を敗死させ、陳朝を圧倒した。チャム写本「ダムヌイ・ポーパーラーチャン」によれば、この1377年旧暦1月は、バンアグイ王国（Bal Anguei）においてポービントゥオン（Po Binsuer）を継いだポーパーラーチャン（Po Paracan または Po Parican）の即位第６年であり、チャンパの領邦であったバンアグイもこの睿宗のチャンパー親征に巻き込まれたとされる。しかし、1380年ごろから胡季犛率いる陳朝の逆襲を受け、大越史記全書によれば、1390年の海潮の戦いで部下の波漏稽（明史はこれを閣勝すなわち大越史記全書のいう羅皚と同一視する）が陳朝とひそかに通じて制蓬峩の船を教え、火砲の砲撃を受けて制蓬峩の船は撃沈された。敵奥地に入り込みすぎた制蓬峩（阿答阿者）の死は、1377年の睿宗の死を繰り返す形になった。